# Nintendo eShop
Nintendo eShop  — це служба цифрової дистрибуції для ігрової консолі Nintendo Switch та Nintendo Switch 2, раніше була доступна через Nintendo Network для Wii U та Nintendo 3DS.  
eShop було вперше запущено в червні 2011 року на Nintendo 3DS через системне оновлення, яке додало додаток до головного меню. Він є наступником Wii Shop Channel і DSi Shop. На відміну від Nintendo 3DS, eShop став доступним у день запуску Wii U, хоча для доступу до нього потрібно оновити систему.  Це також багатозадачний додаток, це означає, що до нього можна легко отримати доступ, навіть коли гра вже запущена у фоновому режимі, хоча ця функція є ексклюзивною для Wii U, Nintendo Switch та Nintendo Switch 2. Nintendo eShop пропонує завантажувати ігри, демонстраційні версії, програми, дивитися потокове відео, відгуки споживачів та іншу інформацію про майбутні випуски ігор.

## Особливості
Спочатку дві версії Nintendo eShop між Wii U та Nintendo 3DS були незалежними одна від одної. Хоча це залишається значною мірою правдою, після впровадження Nintendo Network ID для Nintendo 3DS, користувачі, які реєструють той самий ідентифікаційний обліковий запис в обох системах, можуть ділитися об’єднаним балансом коштів, домашньою адресою, збереженим кредитом і даними дебетової картки, записи списку бажань і (раніше) пов’язані облікові записи Club Nintendo. З випуском версії Nintendo eShop для Nintendo Switch баланс, збережений на ідентифікаторі Nintendo Network, можна поділитися або перенести на обліковий запис Nintendo, щоб витратити на Nintendo Switch.
eShop зберігає записи про всі завантаження та покупки, дозволяючи користувачам повторно завантажувати раніше придбане програмне забезпечення без додаткової плати, за умови, що програмне забезпечення все ще доступне в eShop. Завантаження можна починати коли завгодно або його можна поставити в чергу, та завантажити потім. Користувачі, які оновилися з системи Nintendo DSi на 3DS, можуть перенести свої попередні покупки DSiware на останню, за обмеженими винятками, такими як Flipnote Studio. Оновлення в грудні 2011 року дозволило користувачам переносити свої покупки між системами 3DS. До впровадження Nintendo Network ID для Nintendo 3DS у грудні 2013 року було дозволено лише п’ять передач між системами Nintendo 3DS. Відтоді ліміт на системні передачі було скасовано назавжди.

## Доступність
Станом на жовтень 2023 року, Nintendo eShop доступний у 46 країнах:
| - Аргентина - Австралія - Австрія - Бельгія - Бразилія - Болгарія - Канада - Чилі - Китай - Колумбія - Хорватія - Кіпр - Чехія - Данія - Естонія - Фінляндія | - Франція - Німеччина - Греція - Гонконг - Угорщина - Ірландія - Ізраїль - Італія - Японія - Латвія - Литва - Люксембург - Мальта - Мексика - Нідерланди - Нова Зеландія | - Норвегія - Перу - Польща - Португалія - Румунія - Словаччина - Словенія - Південно-Африканська Республіка - Південна Корея - Іспанія - Швеція - Швейцарія - Велика Британія - США |

### Колишні ринки
Деякі ринки спочатку мали офіційний доступ до Nintendo eShop, однак згодом Nintendo припинила надання цієї послуги в цих регіонах з певних причин, не запропонувавши на даний момент жодної альтернативи.
Багато південноамериканських і карибських ринків спочатку мали доступ до обмеженої версії Nintendo eShop на Wii U та Nintendo 3DS, тоді як азійські ринки, такі як Саудівська Аравія, Сінгапур, Малайзія та Об’єднані Арабські Емірати, спочатку мали доступ лише до обмеженої версії eShop на Nintendo 3DS. Жоден із зазначених ринків наразі не отримав офіційного доступу до eShop на наступних платформах, навіть якщо самі платформи були офіційно доступні.
Тайванський ринок мав складну історію з продуктами Nintendo у 2010-х роках. Nintendo 3DS була офіційно запущена в Тайвані й певний час мала доступ до китайської версії Nintendo eShop, яку вона розділяла з Гонконгом. Хоча Nintendo Switch згодом була офіційно запущена в Тайвані, Гонконг отримав офіційний доступ до eShop на Nintendo Switch ще 3 квітня 2018 року, тоді як Тайвань станом на 2025 рік такого доступу не має. Wii U ніколи не була офіційно випущена ні в Гонконгу, ні в Тайвані.
У травні 2023 року Nintendo була змушена закрити eShop на Nintendo Switch у Росії після понад року призупинення роботи через обставини, що не залежали від компанії, ймовірно, внаслідок вторгнення Росії в Україну.
eShop на Nintendo Switch буде закрито в Китаї 31 березня 2026 року.

### Валюта
На відміну від Wii Shop Channel і DSi Shop, які використовують бали Nintendo для покупок, Nintendo eShop вказує ціни у відповідних регіональних валютах (наприклад, доларах США та євро). Рахунки можна поповнити за допомогою кредитних карток або передплачених карток, придбаних у магазинах.
У Китаї Nintendo eShop було відкрито 10 грудня 2019 року. Користувачі можуть увійти лише за допомогою облікового запису WeChat, а обліковий запис можна поповнити лише через WeChat Pay. Крім того, придбання завантажуваного вмісту з інших регіонів вимкнено через відсутність можливості входу за допомогою облікового запису Nintendo та загальне блокування регіону Nintendo Switch для китайського ринку.

### Багатозадачність
Доступ до Nintendo eShop можна отримати будь-коли через екран головного меню, навіть коли гра вже запущена, на Wii U, Nintendo Switch та Nintendo Switch 2. Фонове завантаження також можливе через SpotPass під час використання будь-якої іншої програми на Wii U або Nintendo 3DS, а також у режимі сну на Nintendo Switch та Nintendo Switch 2. Наразі в черзі одночасно можна поставити 10 завантажень. Статус завантажень можна перевірити в меню HOME. Якщо сповіщення активовано, у верхньому правому куті екрана з’явиться спливаюче повідомлення, яке повідомить користувача про завершення завантаження.

### Оцінки
Nintendo eShop підтримувала огляди користувачів ігор, програм та інших засобів масової інформації через Miiverse для Nintendo 3DS та Wii U. Систему було закрито 8 листопада 2015 року. Після того, як програму було придбано та використано протягом принаймні однієї години, користувачі можуть надіслати відгук, що складається з однієї до п’яти зірок, що представляє якість назви. Користувачі також можуть класифікувати ігри за віком і статтю, а також як придатні для хардкорних і казуальних геймерів.

### Deluxe Digital Promotion і Nintendo Network Premium
13 вересня 2012 року під час японської презентації Nintendo Direct Сатору Івата представив нову послугу під назвою Nintendo Network Premium. Це була програма лояльності, подібна до PlayStation Plus, що пропонується в PlayStation Network і Xbox Live Gold в Xbox Live. Споживачі, які придбали Wii U Premium Pack, отримають безкоштовну дворічну підписку на цю послугу, яка дозволяє власникам Wii U отримувати бали за кожну цифрову покупку. Учасники, які придбали ігри та програми через Nintendo eShop на Wii U, отримають десять відсотків ціни назад у вигляді балів Nintendo, які згодом можна буде використати для майбутніх онлайн-покупок як і на Wii U, так і на Nintendo 3DS. Акція тривала до 31 березня 2015 року.
Програму було припинено 1 квітня 2015 року, URL-адреса веде лише до повідомлення про припинення, а читач отримує посилання на офіційний вебсайт Nintendo. Послуга ніколи не була повністю впроваджена після закінчення рекламного періоду. Програма My Nintendo пропонувала подібну концепцію для всіх, хто пов’язав свій ідентифікатор Nintendo Network ID зі своїм профілем облікового запису Nintendo, де користувачі могли заробити золоті бали за будь-яку покупку в Nintendo eShop і обміняти їх на повні завантаження або купони на знижку. Цю акцію було припинено 24 березня 2025 року.

### Закриття на Nintendo 3DS та Wii U
Обмежений варіант Nintendo eShop для сімейства Nintendo 3DS було закрито 31 липня 2020 року для різних ринків Латинської Америки та Карибського басейну, а також для ринків Південно-Східної Азії та Близького Сходу. Обмежений варіант Nintendo eShop для Wii U також було припинено в той же день для зазначених ринків Латинської Америки та Карибського басейну. З цієї дати можливість завантажувати, повторно завантажувати та оновлювати будь-яке програмне забезпечення стала недоступною.
Можливість купувати, завантажувати та відтворювати новий вміст у Nintendo eShop для Wii U та Nintendo 3DS було припинено для решти світу 27 березня 2023 року, можливість додавати кредитні картки припинилася ще 23 травня 2022 року, після чого неможливо було додати кошти. (за винятком користувачів, які пов’язали свій ідентифікатор Nintendo Network з обліковим записом Nintendo, які могли додати кошти до 27 березня 2023). Активацію кодів завантаження для систем було можливим до 4 квітня 2023 року. Повторне завантаження раніше придбаного вмісту, оновленнь та безкоштовних тем залишаться доступним. Після закриття eShop на Wii U та 3DS цифрові завантаження для відповідних систем стали недоступними для громадськості та тепер вважаються втраченими.

## Список доступного вмісту
Перелічені нижче типи ігор, програм і медіа доступні або були доступні для завантаження з Nintendo eShop:
| Вміст                                  | Тип ціни                                               | Nintendo Switch                                                                               | Wii U                                                                               | Сімейство Nintendo 3DS                                                                                  |
| Програмне забезпечення відеоігор       | Програмне забезпечення відеоігор                       | Програмне забезпечення відеоігор                                                              | Програмне забезпечення відеоігор                                                    | Програмне забезпечення відеоігор                                                                        |
| -------------------------------------- | ------------------------------------------------------ | --------------------------------------------------------------------------------------------- | ----------------------------------------------------------------------------------- | --- |
| Завантажувальне програмне забезпечення | Безкоштовно і платно                                   | Так                                                                                           | Припинено (повторне завантаження)                                                   | Припинено (повторне завантаження)                                                                       |
| Роздрібні ігри                         | Придбання                                              | Так                                                                                           | Припинено (повторне завантаження)                                                   | Припинено (повторне завантаження)                                                                       |
| Доповнення                             | Безкоштовно і платно                                   | Так                                                                                           | Припинено (повторне завантаження)                                                   | Припинено (повторне завантаження)                                                                       |
| Оновлення                              | Безкоштовно                                            | Так                                                                                           | Припинено (повторне завантаження)                                                   | Припинено (повторне завантаження)                                                                       |
| Демоверсії                             | Безкоштовно                                            | Так                                                                                           | Припинено (повторне завантаження)                                                   | Припинено (повторне завантаження)                                                                       |
| Nintendo & Sega 3D Classics            | Придбання                                              | Ні                                                                                            | Ні                                                                                  | Припинено (повторне завантаження)                                                                       |
| Ігри DSiWare                           | Придбання (Можна перенести з Nintendo DSi безкоштовно) | Ні                                                                                            | Ні                                                                                  | Припинено (повторне завантаження)                                                                       |
| Virtual Console                        |                                                        |                                                                                               |                                                                                     | |
| Famicom/NES                            | Придбання та підписка                                  | Доступно через сервіс Nintendo Classics для підписників Nintendo Switch Online                | Припинено (повторне завантаження)                                                   | Припинено (повторне завантаження) Деякі ігри NES були доступні лише через Nintendo 3D Classics          |
| Super Famicom/Super NES                | Придбання та підписка                                  | Доступно через сервіс Nintendo Classics для підписників Nintendo Switch Online                | Припинено (повторне завантаження)                                                   | Припинено (повторне завантаження) Доступно лише з системами "New"                                       |
| Nintendo 64                            | Придбання та підписка                                  | Доступно через сервіс Nintendo Classics для підписників Nintendo Switch Online Expansion Pack | Припинено (повторне завантаження)                                                   | Ні |
| Master System                          | Придбання                                              | Доступно через SEGA AGES                                                                      | Лише за наявності попередньої покупки в режимі Wii                                  | Вибрані ігри лише через Sega 3D Classics                                                                |
| Sega Genesis                           | Придбання та підписка                                  | Доступно через сервіс Nintendo Classics для підписників Nintendo Switch Online Expansion Pack | Лише за наявності попередньої покупки в режимі Wii                                  | Ігри були доступні лише через Sega 3D Classics (повторне завантаження)                                  |
| PC Engine/TurboGrafx-16                | Придбання                                              | Лише окремі збірки                                                                            | Припинено (повторне завантаження)                                                   | Припинено (повторне завантаження)br/>лише Японські системи                                              |
| Neo Geo                                | Придбання                                              | Доступно через ACA NEOGEO (лише MVS)                                                          | Лише за наявності попередньої покупки в режимі Wii                                  | Ні |
| MSX                                    | Придбання                                              | Доступно через EGGCONSOLE всесвітньо                                                          | Припинено (повторне завантаження) лише Японські системи                             | Ні |
| Commodore 64                           | Придбання                                              | Лише окремі збірки                                                                            | Лише за наявності попередньої покупки в режимі Wii лише для систем за межами Японії | Ні |
| Аркадні ігри                           | Придбання                                              | Доступно через Arcade Archives                                                                | Лише за наявності попередньої покупки в режимі Wii                                  | Вибрані ігри були доступні лише через 3D Classics (повторне завантажування)                             |
| Game Boy                               | Придбання та підписка                                  | Доступно через сервіс Nintendo Classics для підписників Nintendo Switch Online                | Окремі ігри демонструвалися через Super Smash Bros. для Wii U                       | Припинено (повторне завантаження)                                                                       |
| Game Boy Color                         | Придбання та підписка                                  | Доступно через сервіс Nintendo Classics для підписників Nintendo Switch Online                | Ні                                                                                  | Припинено (повторне завантаження)                                                                       |
| Game Boy Advance                       | Безкоштовно і платно                                   | Доступно через сервіс Nintendo Classics для підписників Nintendo Switch Online Expansion Pack | Припинено (повторне завантаження)                                                   | Припинено (повторне завантаження) лише Nintendo 3DS Ambassador Program                                  |
| Nintendo DS / DSi                      | Придбання                                              | Лише окремі збірки                                                                            | Припинено (повторне завантаження) лише звичайні ігри DS                             | Зворотна сумісність з картриджами DS і DSi Окремі DSiWare були доступні в eShop (повторне завантаження) |
| Game Gear                              | Придбання                                              | Лише окремі збірки                                                                            | Ні                                                                                  | Припинено (повторне завантаження)                                                                       |
| Картинки                               |                                                        |                                                                                               |                                                                                     | |
| Скриншоти                              | Безкоштовно                                            | HD                                                                                            | HD                                                                                  | 2D і 3D                                                                                                 |
| Відео                                  |                                                        |                                                                                               |                                                                                     | |
| Ігрові відео                           | Безкоштовно                                            | HD                                                                                            | HD і SD                                                                             | 2D і 3D                                                                                                 |
| Video walkthroughs                     | Безкоштовно                                            | HD                                                                                            | HD і SD                                                                             | 2D і 3D                                                                                                 |
| Інше                                   |                                                        |                                                                                               |                                                                                     | |
| Програми та сервіси                    | Безкоштовно і платно                                   | Так                                                                                           | Припинено                                                                           | Припинено                                                                                               |

## Програмне забезпечення, яке можна завантажити

### Ігри
Більшість ігр Wii U, Nintendo 3DS, Nintendo Switch, Nintendo Switch 2 і деякі назви на Wii доступні в Nintendo eShop. Перша — New Super Mario Bros. 2, запущена з випуском eShop на Nintendo 3DS у серпні 2012 року. Оновлення системи в березні 2013 року дозволило гравцям переносити збережені дані з фізичної версії гри на цифрову.

### Ігри лише для завантаження
Будь-яка компанія, що займається відеоіграми, зокрема незалежні розробники відеоігор, може публікувати завантажувальне програмне забезпечення для Nintendo 3DS, Wii U, Nintendo Switch та Nintendo Switch 2. Різноманітні ігри, які можуть продаватися, в деяких регіонах, можуть бути випущені, як програмне забезпечення, яке можна лише завантажувати з різних причин, як рентабельна локалізація.

### 3D Classics
3D Classics — це серія ігор NES, аркади, Sega Mega Drive і Sega Master System, перероблених із доданими 3D-візуальними елементами та оновленими функціями, хоча загальна графіка зберігає оригінальний художній стиль і зовнішній вигляд. Це є ексклюзивом для сімейства Nintendo 3DS.

### Додатковий вміст (DLC)
Додатковий вміст включає завантажуваний вміст (DLC) або мікротранзакції для розширення існуючих ігор новими функціями та виправленнями. Цей вміст можна як безкоштовно завантажити, так і купити. Додаткове програмне забезпечення можна додавати як до завантажуваних, так і до фізичних ігор, або купувати окремо.

### Демонстраційні версії
Станом на 6 грудня 2011 року оновлення системи оновило службу, щоб включити завантажувані демонстраційні версії ігор. Розробники мають можливість обмежити доступ до демонстрацій, наприклад, обмежити кількість доступних для користувача відтворень. Коли кількість відтворень досягає нуля, демо більше не можна відкрити. Перша платна демо-версія була випущена в Японії 4 серпня 2011 року, безкоштовні демо-версії були випущені також в Японії 27 грудня того ж року та в Північній Америці 19 січня 2012 року. Станом на 9 грудня 2013, Nintendo Network ID були впроваджено в Nintendo 3DS, що стало необхідним для завантаження безкоштовних демонстраційних версій з eShop.

### Оновлення програмного забезпечення
Оновлення програмного забезпечення, більш відомі як патчі, доступні для Nintendo 3DS з 25 квітня 2012 року та для Wii U з 18 листопада 2012 року через системне оновлення. Основною метою цих виправлень є усунення вразливостей системи безпеки та інших помилок, а також покращення зручності та продуктивності. Патчі також можна завантажувати під час використання інших програм через системний менеджер завантажень.

## Virtual Console
Virtual Console (яп. バーチャルコンソール, Bācharu Konsōru), іноді скорочена як VC, був спеціалізованим розділом Nintendo eShop, який дозволяв гравцям купувати та завантажувати ігри та інше програмне забезпечення для консолей Wii U та Nintendo 3DS. Було закрито 27 березня 2023 року.

### Wii U
Wii U використовувала Wii U Menu та Nintendo eShop для доступу та придбання ігор Virtual Console відповідно. Ігри Virtual Console на Wii U можна призупинити, і користувачі також можуть будь-коли створювати збереження. Геймпад сумісний з цими іграми лише через Off-TV Play.
Деякі ігри з бібліотек NES, SNES, Nintendo 64, Game Boy Advance і Nintendo DS можна було придбати в eShop. Більшість бібліотеки Virtual Console, доступної на оригінальній Wii, також була доступна на Wii U завдяки реалізації режиму Wii і каналу Wii Shop на консолі для доступу до ігор Virtual Console та їх придбання. Іграми Virtual Console Wii не можна керувати за допомогою Wii U GamePad, хоча поточні версії системного програмного забезпечення підтримують відображення ігор Virtual Console Wii на екрані геймпаду, як під час гри в будь-яку іншу гру Wii.

### Nintendo 3DS
Nintendo 3DS використовувала меню HOME та Nintendo eShop для доступу та придбання ігор Virtual Console відповідно. Ігри Virtual Console на Nintendo 3DS можна призупинити, і користувачі також можуть будь-коли створювати збереження. Функціональність доступна для відображення ігор у рідній роздільній здатності.
Ігри для Game Boy, Game Boy Color, Game Boy Advance (тільки для Nintendo 3DS Ambassadors), NES, SNES, Sega Game Gear і Turbografx16 (лише для Японії) були доступні в eShop.
Двадцять безкоштовних ігор NES і GBA були доступні для власників 3DS, які отримали право на програму Ambassador Program (користувачі, які ввійшли в Nintendo eShop до 12 серпня 2011 року та не стерли свої дані eShop). Спеціальні функції цієї інтерпретації дозволяли гравцям створювати точки відновлення, тимчасово зберігаючи стан гри для подальшого використання, а також додаткову можливість переглядати ігри в їх оригінальній роздільній здатності разом із спеціальними рамками або шаблонами.
Ігри Game Boy Advance можуть відображатися з оригінальною роздільною здатністю екрана, як і інші ігри Virtual Console, але вони не підтримують функції режиму сну, точок відновлення та головного меню під час роботи гри.

## WiiWare
WiiWare для Wii доступний для Wii U з дня запуску, коли оновлення додало підтримку бібліотеки ігор WiiWare в Wii Shop Channel. На відміну від DSiWare на Nintendo 3DS, програмне забезпечення WiiWare доступне для завантаження лише на Wii U через режим Wii, а не через Nintendo eShop. Подібно до використання програмного забезпечення Wii на Wii U, WiiWare можна відтворювати лише в оригінальній роздільній здатності через режим Wii, а функції головного меню Wii U вимкнено під час відтворення програмного забезпечення WiiWare. До закриття Wii Shop Channel станом на жовтень 2012 року в Північній Америці було доступно понад 450 ігор для завантаження. WiiWare було припинено в січні 2019 року.

## DSiWare
DSiWare для портативної ігрової консолі Nintendo DSi доступний для Nintendo 3DS з червня 2011 року, коли вперше було представлено Nintendo eShop. За кількома винятками для певних ігор або програм, таких як Flipnote Studio, більшість існуючого програмного забезпечення DSiWare доступне для завантаження на Nintendo 3DS через Nintendo eShop. Подібно до використання програмного забезпечення Nintendo DS, DSiWare можна додатково переглядати в оригінальній роздільній здатності та в головному менюфункціональність, SpotPass, StreetPass, автоматична яскравість (тільки для New версій  Nintendo 3DS) і функція 3D вимкнено під час відтворення програмного забезпечення DSiWare. Станом на січень 2016 року в Північній Америці було доступно понад 550 ігор DSiWare. Ціни на ігри та програмне забезпечення DSiWare в Nintendo eShop майже не відрізнялися від цін оригінального DSi Shop. Онлайн-функції в іграх DSiWare припинилися через припинення роботи служби Nintendo Wi-Fi Connection 20 травня 2014 року.

## Відеосервіси
Nintendo eShop пропонує широкий вибір програм потокового відео, які відповідають службам потокового передавання сторонніх розробників. Деякі програми цих служб доступні для завантаження на Nintendo 3DS і попередньо встановлені на північноамериканських консолях Wii U, як-от програми Netflix, Hulu та Amazon Prime Video. Ці потокові послуги доступні незалежно від служб Nintendo Network.
Крім того, деякі відео можна завантажити в пам'ять системи через SpotPass. На Nintendo 3DS багато з цих відео пропонуються в автостереоскопічному 3D; на Wii U доступні лише 2D відео високої чіткості. Точний доступний вміст залежить від регіону.
| Сервіс                                                                          | Тип ціни                                                | Nintendo Switch        | Wii U                            | Nintendo 3DS                      |
| Автономні відеосервіси                                                          | Автономні відеосервіси                                  | Автономні відеосервіси | Автономні відеосервіси           | Автономні відеосервіси            |
| ------------------------------------------------------------------------------- | ------------------------------------------------------- | ---------------------- | -------------------------------- | --------------------------------- |
| Netflix                                                                         | Підписка                                                | Ні                     | Вилучено                         | Вилучено                          |
| Hulu (лише в Північній Америці)                                                 | Підписка                                                | Так                    | Вилучено                         | Вилучено                          |
| Hulu Japan (лише в Японії, абсолютно інший сервіс від Hulu в Північній Америці) | Підписка                                                | Так                    | Ні                               | Ні                                |
| Prime Video (Північна Америка та Європа)                                        | Придбання (Доступна додаткова підписка на Amazon Prime) | Ні                     | Вилучено                         | Ні                                |
| LoveFilm (Європа)                                                               | Підписка                                                | Ні                     | Вилучено на користь Amazon Video | Ні                                |
| YouTube                                                                         | Безкоштовно                                             | Так                    | Вилучено                         | Вилучено                          |
| Nintendo Video                                                                  | Безкоштовно                                             | Ні                     | Ні                               | Вилучено                          |
| YNN! (Японія)                                                                   | Підписка                                                | Ні                     | Вилучено                         | Ні                                |
| Nico Nico (Японія)                                                              | Безкоштовно                                             | Так                    | Вилучено                         | Вилучено                          |
| Crunchyroll (Північна Америка, Європа та Океанія)                               | власницька                                              | Так                    | Вилучено                         | Ні                                |
| Funimation (Північна Америка, Європа та Океанія)                                | Підписка                                                | Вилучено               | Ні                               | Ні                                |
| Tencent Video (Китай)                                                           | Безкоштовно та підписка                                 | Так                    | Ні                               | Ні                                |
| Twitch                                                                          | Безкоштовно та підписка                                 | Вилучено               | Ні                               | Ні                                |
| AbemaTV (Японія)                                                                | Безкоштовно та підписка                                 | Так                    | Ні                               | Ні                                |
| Онлайн шоу                                                                      |                                                         |                        |                                  |                                   |
| Відео Nintendo Direct                                                           | Безкоштовно                                             | Так                    | Припинено                        | Припинено                         |
| Nintendo eShop News                                                             | Безкоштовно                                             | Ні                     | Припинено                        | Припинено                         |
| Інші відео сервіси                                                              |                                                         |                        |                                  |                                   |
| Короткі відео                                                                   | Безкоштовно і платно                                    | Ні                     | Ні                               | Припинено (повторне завантаження) |
| Інші сервіси                                                                    |                                                         |                        |                                  |                                   |
| InkyPen                                                                         | Підписка                                                | Так                    | Ні                               | Ні                                |
| Izneo                                                                           | Підписка                                                | Вилучено               | Ні                               | Ні                                |
| Napster (Європа)                                                                | Підписка                                                | Ні                     | Вимкнено                         | Ні                                |
| Watchup                                                                         | Безкоштовно                                             | Ні                     | Вимкнено                         | Ні                                |

### Припинені послуги
- SpotPass TV — припинив роботу 20 червня 2012.[31]
- Eurosport — припинив роботу 31 грудня 2012.[32]
- У 2015 році Hulu Plus було закрито для Wii U та 3DS.[33]

#### Nintendo Unleashed
Nintendo Unleashed — онлайн-журнал про відеоігри, виданий Future Publishing для Nintendo Network. Він створений командою, що стоїть за Official Nintendo Magazine, і містить відеоогляди, попередні перегляди та кадри майбутніх і нещодавно випущених ігор Nintendo. Епізоди щомісяця виходять на Nintendo eShop, Nintendo Channel і YouTube, де користувачі можуть переглядати всі останні новини, огляди та попередні перегляди Wii, Wii U, Nintendo DS, Nintendo 3DS і Virtual Console. Початкова назва та формат шоу називався Nintendo TV. Останній епізод шоу було опубліковано у 2014 році, та журнал закрився до того, як офіційний журнал Nintendo припинив публікацію.

#### Nintendo Show 3D
Nintendo Show 3D — онлайн-шоу про відеоігри, створене компанією Nintendo та організоване Джессі Кантрелл. Він містив попередній перегляд та кадри майбутніх і нещодавно випущених ігор Nintendo 3DS для купівлі та завантаження. Епізоди виходили кожні два тижні в Nintendo eShop безкоштовно. Ця серія була ексклюзивною для північноамериканських консолей Nintendo 3DS. Nintendo Show 3D випустив свій останній епізод 28 березня 2013 року, через два роки після північноамериканського випуску оригінальної Nintendo 3DS.

#### Nintendo eShop News
Японські ексклюзивні новинні відеоконференції, організовані Сатору Іватою. Більш відомий зараз, як Nintendo Direct.

### Короткометражні фільми
Nintendo eShop пропонує широкий вибір завантажуваного відеоконтенту для Nintendo 3DS. Ці відео здебільшого пропонуються у форматі 3D і завантажуються в пам’ять системи. Для створення та розповсюдження цих короткометражних фільмів Nintendo співпрацює з такими компаніями, як Breakthru Films, Black Box Productions, Atlantic Productions, Ka-Ching Cartoons і DreamWorks Animation.

## Судовий процес
Норвезька рада споживачів (NCC) подала позов проти Nintendo в лютому 2018 року, стверджуючи, що політика eShop щодо повернення коштів за попередні замовлення порушує європейське право споживачів. Як зазначив NCC, хоча європейське законодавство вимагає від цифрових вітрин надавати відшкодування за попередні замовлення, Nintendo обійшла це для Switch eShop, змусивши користувача натиснути прапорець підтвердження, який відмовився від своїх прав на відшкодування. NCC стверджувала, що це порушує Директиву ЄС про права споживачів 2011 року, оскільки всі попередні замовлення мають бути відшкодовані. Nintendo посилалася на те, що згідно з директивою пропозиція прапорця для відмови від цього права є дійсною. Німецька федерація споживчих організацій (Verbraucherzentrale Bundesverband e. V. , або VBEV) взяли на себе ініціативу в судовому процесі до грудня 2018 року, оскільки європейська штаб-квартира Nintendo була розташована в Гросостхаймі.
У грудні 2019 року регіональний суд Франкфурта виніс рішення на користь Nintendo, але NCC і VBEV оскаржили це рішення. Під час апеляції у вересні 2020 року Nintendo змінила свою політику попереднього замовлення, щоб дозволити повернення коштів за ігри, але лише за тиждень до запланованого випуску гри. Незважаючи на цю зміну, Вищий регіональний суд Франкфурта скасував рішення суду нижчої інстанції та виніс рішення проти Nintendo в грудні 2021 року, заявивши, що її політика все ще порушує директиву ЄС щодо споживачів, оскільки «передумови для права на відкликання не були дотримані, оскільки завантаження, доступне після попереднього замовлення, ще не містило жодної придатної для використання гри».